# Tiziana Lodato
Tiziana Lodato (Catania, 10 de noviembre de 1976) es una actriz italiana de cine, teatro y televisión.

## Carrera
Nacida en Catania, Lodato cursó estudios en el Istituto d'Arte en su ciudad natal, y a la edad de nueve años debutó en el escenario del Teatro Stabile di Catania.
Hizo su debut en el cine en 1995 con el papel protagónico femenino en la película de Giuseppe Tornatore The Star Maker. Después de finalizar sus estudios se mudó a Roma, donde pudo continuar su carrera como actriz en cine, teatro y televisión. Está casada con un ejecutivo farmaceuta desde 2005 y tiene un hijo.